# سكاي لي
سكاي لي (بالإنجليزية: Sky Lee)‏‏ (15 سبتمبر 1952 في بورت ألبيرني، كولومبيا البريطانية - ) روائية، ورسامة توضيحية من كندا.